# François Lévy-Kuentz
 (avril 2015).
Si vous disposez d'ouvrages ou d'articles de référence ou si vous connaissez des sites web de qualité traitant du thème abordé ici, merci de compléter l'article en donnant les références utiles à sa vérifiabilité et en les liant à la section « Notes et références ».
François Lévy-Kuentz, né en 1960 à Paris, est un auteur-réalisateur français de films documentaires.

## Biographie

### Famille
François Lévy-Kuentz est le fils de Edmond Lévy et le frère de Stéphan Lévy-Kuentz

### Parcours
Après avoir fait ses études à l’École alsacienne, François Lévy-Kuentz étudie le cinéma à la Sorbonne nouvelle auprès de Serge Daney, Alain Bergala, François Jost et Alain Fleischer. Puis il débute comme  assistant de réalisation sur des films documentaires et de fiction, notamment auprès de Marcel Bluwal, Claude Chabrol, Christian de Chalonge, Victor Vicas, ainsi qu’avec son père.
Il signe son premier film sur l’art en 1989, avec Man Ray, 2bis rue Férou, et inaugure une passion qu’il continue de développer dans l’ensemble de ses réalisations. Il travaille trois ans pour le magazine Ramdam (1990/93) et réalise une cinquantaine de portraits de peintres, plasticiens ou écrivains parmi lesquels : Matta, Étienne-Martin, Robert Doisneau, Leonor Fini, Michel Blazy, Robert Combas, Claude Simon, Bernard Noël… Il collabore ensuite à plusieurs émissions de télévision telles que L'Atelier 251 ou Le Cercle de Minuit (France 2), pour lesquelles il réalise des portraits de personnalités (Eduardo Arroyo, Jean Le Gac, Christian Boltanski, Jean-Pierre Vernant).
En 1994, il conçoit et réalise durant 4 ans le magazine hebdomadaire Aux arts et cætera, consacré aux arts plastiques sur Paris Première produit par les Films d’ici. Puis, entre 1999 et 2001, deux émissions hebdomadaires de science Archimède (prix Léonardo 2000) et Pi=3,14, diffusées respectivement sur Arte et France 5. 
À partir de 2000, François Lévy-Kuentz se consacre essentiellement à son travail de documentariste et réalise de grandes monographies sur l’art : Pascin, Chagall, Yves Klein, Calder, Mondrian, Dali, ainsi que des films sur des mouvements picturaux tels la Figuration narrative ou l’Impressionnisme. Ces monographies d’artistes, co-écrites avec son frère Stéphan Lévy-Kuentz, sont produites pour France Télévisions ou Arte, et diffusées dans le monde entier. Primées pour la plupart dans de nombreux festivals, elles sont présentées dans les centres d’art, les Instituts français et accompagnent régulièrement les expositions dans les musées internationaux.
La Cinémathèque de Jérusalem, puis la Cinémathèque royale de Belgique ont organisé en 2010 et 2011, des rétrospectives de ses films.
Ses films sont édités en DVD par la RMN, France Télévisions et Arte Éditions. Ils ont fait l’objet de l'édition du coffret Artbox vol. 1 chez Doriane Films en 2012.
Sa passion pour le cinéma le conduit également à réaliser pour Arte des portraits de cinéastes tels Jean Painlevé, Rainer W. Fassbinder ou Luis Bunuel.
Il est l'auteur d'une fiction Le Nègre (1997), d'après une nouvelle de son frère, film interprété par Pierre Clémenti et Jean-Claude Dreyfus, et primé au 50e Festival de Montecatini (Italie).

### Distinctions
- 2014 : Chevalier de l'ordre des Arts et des Lettres

### Mandats
- Membre sociétaire de la SCAM depuis 1987; il participe à la Commission télévision de la SCAM depuis 2009
- Membre de la SACD
- Ancien membre de la commission Brouillon d’un rêve (SCAM) (2010/2012) ainsi que de la commission d'aide à l’écriture documentaire du CNC (2011/2013)

## Extraits de presse
- « Un parcours fulgurant que ce film exemplaire retrace avec une grande justesse et sans complaisance. » (Yves Klein) Harry Bellet (Le Monde)
- « Ce film confirme que Stéphan et François Lévy-Kuentz sont actuellement les tout premiers dans le domaine du film sur l'art. » (Calder) Gisèle Breteau-Skira (Zeuxis)
- « Ce film est donc bien mieux qu'une nouvelle biographie illustrée d'archives et de toiles. Elles y sont, mais dans l'ordre d'une analyse intelligente qui ne se laisse pas prendre dans les filets de la légende du  “génie” ». (Dali) Philippe Dagen (Le Monde)

## Filmographie sélective
- 1989 : Man Ray, 2bis rue Férou (26 min)
- 1993 : L'atelier de Robert Combas (Culture Productions / France 3 / Forum des Images)
- 1995 : Le regard rapproché avec Euvgen Bavcar (Musée du Louvre / Films d'ici / Paris Première)
- 1996 : Georges de la Tour / Les films d'Ici . Texte dit par Pierre Clémenti
- 1996 : Arroyo-Cadaquès
- 1998 : Le Voyage de Delacroix, Equipage / France 5
- 2000 : Pascin l'impudique (52 min) Lapsus/ France 5 / RMN (texte dit par Jean-Pierre Kalfon)
- 2003 : Cathy Josefowitz (26 min)
- 2004 : Chagall, à la Russie aux ânes et aux autres (52 min) INA / Avro / France 3 / texte dit par Emmanuel Salinger (Award du film d'archives FIAT/GLS 2004, FIPA 204, Prix de la démarche d'artiste, Festival du film sur l'art de L'Unesco 2004)
- 2005 : Jean Painlevé : fantaisie pour biologie marine (52 min) Crecendo /France 5/ Arte Texte dit par Michel Duchaussoy (Ouverture du Festival Paris Sciences 2006)
- 2006 : Yves Klein, la révolution bleue, (52 min) MK 2 / France 5 / KLEIN archives / texte dit par Georges Bigot (Prix du meilleur portrait au XXVe FIFA de Montréal), Grand Prix Artecinéma à Milan en 2007 / Étoile de la SCAM 2008
- 2007 : Quand l'art prend le pouvoir, (2 × 26 min) Les poissons volants / Arte / doc. sur le mouvement de la Figuration Narrative / Étoile de la SCAM
- 2009 : Alexander Calder, sculpteur de l'air / Zadig / France 5 / AVRO / Centre G.Pompidou Texte dit par Mathieu Amalric et Paul Bandey Grand prix du festival international de Murcie 2009 / FIFA Montréal 2009 / Prix du meilleur portrait au festival International du film d’art d’Assolo 2009 / Mention spéciale au festival de Lisbonne 2009.
- 2009 : Peinture Pintupi / Arte / Série « Arts du Mythe »
- 2010 : Le Scandale impressionniste (52 min) Scotto / Arte / Musée d'Orsay / Texte dit par François Marthouret / 'Nommé aux Lauriers audiovisuel de Paris
- 2010 : Dans l’Atelier de Mondrian (52 min) Cinétévé / Arte / France 5/ Avro / INA / Centre G. Pompidou / Texte dit par Christophe Malavoy et Michel Aumont
- 2012 : Il était une fois… Le Mariage de Maria Braun (52 min) avec Hanna Schygulla Folamour / Arte / texte dit par Serge July
- 2012 : Salvador Dali, génie tragi-comique (52 min) Ina / France Télévisions/ AVRO / Centre G. Pompidou / RTBF/Rai Educational /SBS
  - France 5 / Texte dit par Michael Lonsdale. Centre Pompidou/ INA /France 5. FILAF d'Argent, Festival du film d'art de Perpignan 2013
- 2013 : Dans l’œil de Luis Bunuel (52 min) Arte / Kuiv Production / texte dit par Jacques Bonnaffé
- 2014 : Les Enfants de la nuit (52 min) France 3 / The Factory / texte dit par Dominique Reymond
- 2019 : La Face cachée de l'art américain[4]
- 2019 : Cocteau - Al Brown, le poète et le boxeur (60 min) France 3 / texte dit par Gaspard Ulliel